# John Harkes
John Andrew Harkes (født 8. marts 1967 i Kearny, New Jersey, USA) er en tidligere amerikansk fodboldspiller (midtbane).
Harkes, der spillede college-fodbold hos University of Virginia, blev i 1990 professionel i engelsk fodbold, hvor han skrev kontrakt med Sheffield Wednesday. Her var han tilknyttet de følgende tre år, og var blandt andet med til at nå to finalen i Liga Cuppen i 1991 både 1991 og 1993. Finalen i 1991 blev vundet, mens han i 1993 scorede i finalen, der dog blev tabt til Arsenal.
Efter at have forladt Sheffield Wednesday spillede Harkes for Derby County og West Ham United, inden han i 1996 vente tilbage til USA, for at spille i den nyoprettede amerikanske fodboldliga Major League Soccer. Her spillede han først to sæsoner hos D.C. United og efterfølgende to sæsoner for New England Revolution. Med D.C. United vandt han i begge sine sæsoner, 1996 og 1997, det amerikanske mesterskab MLS Cup

## Landshold
Harkes spillede mellem 1987 og 2000 91 kampe for USA's landshold, hvori han scorede seks mål. Han var en del af den amerikanske trup til både VM i 1990 og 1994, og deltog også ved OL i 1988 i Seoul.
Ved VM i 1994, der blev spillet på hjemmebane i USA, blev Harkes ufrivilligt del i colombianeren Andrés Escobars tragiske død. I de to landes opgør i den indledende gruppe kom Escobar til at score selvmål på et indlæg fra John Harkes. Kort tid efter slutrunden blev Escobar myrdet i sin hjemby Medellin, formentlig af narkogangstere, der havde tabt penge på grund af hans selvmål. Harkes har efterfølgende udtalt, at han stadig tænker meget på situationen, der førtet til målet.